# Parlamentswahl in San Marino 2006
- SU: 5
- PSD: 20
- NPS: 3
- SpL: 1
- NS: 1
- AP: 7
- PDCS: 21
- Popolari: 1
- ANS: 1

Die Parlamentswahl in San Marino 2006 fand am 4. Juni 2006 statt. Diese Parlamentswahl war die letzte ohne Wahlbündnisse in San Marino.

## Ergebnisse
| Partei                                                                 | Anzahl der Stimmen | %      | Mandate |
| ---------------------------------------------------------------------- | ------------------ | ------ | ------- |
| Partito Democratico Cristiano Sammarinese (PDCS)                       | 7.257              | 32,9 % | 21      |
| Partito dei Socialisti e dei Democratici (PSD)                         | 7.017              | 31,8 % | 20      |
| Alleanza Popolare dei Democratici Sammarinesi per la Repubblica (APDS) | 2.657              | 12,1 % | 7       |
| Sinistra Unita                                                         | 1.911              | 8,7 %  | 5       |
| Nuovo Partito Socialista (NPS)                                         | 1.194              | 5,4 %  | 3       |
| Noi Sammarinesi (NS)                                                   | 558                | 2,5 %  | 1       |
| Popolari Sammarinesi (Popolari)                                        | 535                | 2,4 %  | 1       |
| Alleanza Nazionale Sammarinese (ANS)                                   | 512                | 2,3 %  | 1       |
| Sammarinesi per la Libertà (SpL)                                       | 405                | 1,8 %  | 1       |